# Hannu Patronen
Hannu Patronen (* 23. Mai 1984 in Järvenpää) ist ein finnischer ehemaliger Fußballspieler. Der Abwehrspieler war auch sieben Mal für die Nationalmannschaft im Einsatz.

## Werdegang
Patronen begann seine Fußballkarriere beim FC Honka in Espoo. Nachdem er mit dem Zweitligisten 2005 Meister der Ykkönen wurde, stieg er mit der Mannschaft in die erstklassige Veikkausliiga auf. In den folgenden zweieinhalb Jahren lief der Innenverteidiger in 47 Erstligaspielen für den Klub auf und erzielte dabei zwei Tore. Aufgrund seiner konstanten Leistungen berief ihn Nationaltrainer Stuart Baxter im Februar 2008 in die Nationalmannschaft, in der er am 2. Februar bei der 0:1-Niederlage gegen Polen durch ein Tor von Adam Kokoszka als Einwechselspieler für Markus Halsti ab der 83. Spielminute mitwirken durfte.
Im Sommer des Jahres verließ Patronen sein Heimatland und wechselte nach Schweden zum bis dato viermaligen Meister Helsingborgs IF. Bei seinem neuen Arbeitgeber unterschrieb er einen Kontrakt mit 3½ Jahren Laufzeit. In der Mannschaft um Spieler wie Christoffer Andersson, Henrik Larsson, Andreas Landgren und Isaac Chansa etablierte er sich unter Trainer Bo Nilsson in der Stammformation und bestritt alle 17 Ligaspiele bis zum Saisonende in der Allsvenskan. In seiner zweiten Spielzeit beim Klub kam Patronen nurmehr unregelmäßig zum Einsatz. Insbesondere die Nachwuchsspieler Joel Ekstrand und Landgren verdrängten den Abwehrspieler aus der Stammformation, der im Saisonverlauf achtmal in der Startelf stand. Nach dem Abgang Landgrens verpflichtete der Verein Anfang 2011 mit Peter Larsson auf Leihbasis einen Nachfolger, so dass Patronen sich um einen Vereinswechsel bemühte. Zwar blieb er beim Verein, verletzungsbedingt musste er jedoch über weite Strecken der Saison pausieren und kam nach seiner Wiedergenesung in der eingespielten Mannschaft des Tabellenführers nur phasenweise zum Einsatz. Mit sechs Ligaeinsätzen und einem Torerfolg trug er dennoch zum Gewinn des Meistertitels bei.